# Zápas na Letních olympijských hrách 1976 – muži, řecko-římský do 62 kg
Zápas řecko-římský ve váhové kategorii do 62 kg probíhal na Letních olympijských hrách 1976 v Montrealu, v multifunkční hale Maurice Richard Arena. O medaile se utkalo celkem 17 zápasníků.

## Turnajové výsledky
Za prohru zápasníci získávají záporné body. 6 bodů vyřazuje zápasníka z dalších bojů. Poté, co zbývají poslední tři borci, utkají se tito ve finálovém kole o medaile.
Legenda
- TF — Lopatkové vítězství
- IN — Vítězství pro soupeřovo zranění
- DQ — Vítězství pro soupeřovu pasivitu
- D1 — Vítězství pro soupeřovu pasivitu, vítěz taktéž napomínán
- D2 — Oba zápasníci diskvalifikováni pro pasivitu
- FF — Kontumační vítězství
- DNA — Soupeř nenastoupil
- TPP — Trestné body celkem
- MPP — Trestné body za zápas

Sankce
- 0 - Lopatkové vítězství, technická převaha, pro pasivitu, zranění soupeře, nenastoupení
- 0,5 - Výhra na body, 8-11 bodů rozdíl
- 1 - Výhra na body, 1-7 bodů rozdíl
- 2 - Výhra pro pasivitu, vítěz taktéž napomínán
- 3 - Prohra na body, 1-7 body rozdíl
- 3,5 - Prohra na body, 8-11 bodů rozdílu
- 4 - Prohra lopatková, technickou převahu, pro pasivitu, zranění, nenastoupení

### Kolo 1
| TPP | MPP |                            | Skóre     |                          | MPP | TPP |
| --- | --- | -------------------------- | --------- | ------------------------ | --- | --- |
| 0   | 0   | Pekka Hjelt (FIN)          | TF / 4:55 | Gary Alexander (USA)     | 4   | 4   |
| 0   | 0   | László Réczi (HUN)         | TF / 5:46 | Gholamreza Ghassab (IRI) | 4   | 4   |
| 4   | 4   | Domenico Giuffrida (ITA)   | 5 - 19    | Teruhiko Mijahara (JPN)  | 0   | 0   |
| 4   | 4   | Howard Stupp (CAN)         | 0 - 37    | Kazimierz Lipień (POL)   | 0   | 0   |
| 4   | 4   | Joaquim Jesus Vieira (POR) | TF / 4:40 | Stojan Lazarov (BUL)     | 0   | 0   |
| 3.5 | 3.5 | Mehmet Uysal (TUR)         | 3 - 14    | Stelios Mygiakis (GRE)   | 0.5 | 0.5 |
| 0   | 0   | Nelson Davidjan (URS)      | TF / 8:49 | Lionel Lacaze (FRA)      | 4   | 4   |
| 4   | 4   | Lars Malmkvist (SWE)       | TF / 5:40 | Ion Păun (ROU)           | 0   | 0   |
| 0   |     | Choi Kyung-Soo (KOR)       |           | Bye                      |     |     |

### Kolo 2
| TPP | MPP |                          | Skóre     |                            | MPP | TPP |
| --- | --- | ------------------------ | --------- | -------------------------- | --- | --- |
| 4   | 4   | Choi Kyung-Soo (KOR)     | TF / 1:58 | Pekka Hjelt (FIN)          | 0   | 0   |
| 8   | 4   | Gary Alexander (USA)     | DQ / 5:48 | László Réczi (HUN)         | 0   | 0   |
| 4   | 0   | Gholamreza Ghassab (IRI) | 27 - 14   | Domenico Giuffrida (ITA)   | 4   | 8   |
| 0   | 0   | Teruhiko Mijahara (JPN)  | 30 - 4    | Howard Stupp (CAN)         | 4   | 8   |
| 0   | 0   | Kazimierz Lipień (POL)   | TF / 1:59 | Joaquim Jesus Vieira (POR) | 4   | 8   |
| 3   | 3   | Stojan Lazarov (BUL)     | 5 - 10    | Mehmet Uysal (TUR)         | 1   | 4.5 |
| 4.5 | 4   | Stelios Mygiakis (GRE)   | 2 - 15    | Nelson Davidjan (URS)      | 0   | 0   |
| 7.5 | 3.5 | Lionel Lacaze (FRA)      | 2 - 13    | Lars Malmkvist (SWE)       | 0.5 | 4.5 |
| 0   |     | Ion Păun (ROU)           |           | Bye                        |     |     |

### Kolo 3
| TPP | MPP |                          | Skóre     |                         | MPP | TPP |
| --- | --- | ------------------------ | --------- | ----------------------- | --- | --- |
| 0   | 0   | Ion Păun (ROU)           | TF / 5:53 | Choi Kyung-Soo (KOR)    | 4   | 8   |
| 4   | 4   | Pekka Hjelt (FIN)        | DQ / 8:50 | László Réczi (HUN)      | 0   | 0   |
| 8   | 4   | Gholamreza Ghassab (IRI) | TF / 4:15 | Teruhiko Mijahara (JPN) | 0   | 0   |
| 0   | 0   | Kazimierz Lipień (POL)   | 16 - 0    | Stojan Lazarov (BUL)    | 4   | 7   |
| 8.5 | 4   | Mehmet Uysal (TUR)       | TF / 2:36 | Nelson Davidjan (URS)   | 0   | 0   |
| 4.5 | 0   | Stelios Mygiakis (GRE)   | DQ / 5:08 | Lars Malmkvist (SWE)    | 4   | 8.5 |

### Kolo 4
| TPP | MPP |                        | Skóre     |                         | MPP | TPP |
| --- | --- | ---------------------- | --------- | ----------------------- | --- | --- |
| 1   | 1   | Ion Păun (ROU)         | 11 - 4    | Pekka Hjelt (FIN)       | 3   | 7   |
| 1   | 1   | László Réczi (HUN)     | 8 - 6     | Teruhiko Mijahara (JPN) | 3   | 3   |
| 0   | 0   | Kazimierz Lipień (POL) | DQ / 8:55 | Stelios Mygiakis (GRE)  | 4   | 8.5 |
| 0   |     | Nelson Davidjan (URS)  |           | Bye                     |     |     |

### Kolo 5
| TPP | MPP |                        | Skóre |                         | MPP | TPP |
| --- | --- | ---------------------- | ----- | ----------------------- | --- | --- |
| 3   | 3   | Nelson Davidjan (URS)  | 2 - 4 | László Réczi (HUN)      | 1   | 2   |
| 4   | 3   | Ion Păun (ROU)         | 2 - 6 | Teruhiko Mijahara (JPN) | 1   | 4   |
| 0   |     | Kazimierz Lipień (POL) |       | Bye                     |     |     |

### Kolo 6
| TPP | MPP |                         | Skóre     |                       | MPP | TPP |
| --- | --- | ----------------------- | --------- | --------------------- | --- | --- |
| 3   | 3   | Kazimierz Lipień (POL)  | 6 - 10    | Nelson Davidjan (URS) | 1   | 4   |
| 8   | 4   | Ion Păun (ROU)          | IN / 1:25 | László Réczi (HUN)    | 0   | 2   |
| 0   |     | Teruhiko Mijahara (JPN) |           | Bye                   |     |     |

### Kolo 7
| TPP | MPP |                         | Skóre  |                       | MPP | TPP |
| --- | --- | ----------------------- | ------ | --------------------- | --- | --- |
| 8   | 4   | Teruhiko Mijahara (JPN) | 4 - 20 | Nelson Davidjan (URS) | 0   | 4   |
| 3.5 | 0.5 | Kazimierz Lipień (POL)  | 13 - 4 | László Réczi (HUN)    | 3.5 | 5.5 |

### Finále
Výsledky z předchozích kol se započítávají do finále (žlutě zvýrazněno)
| TPP | MPP |                        | Skóre  |                       | MPP | TPP |
| --- | --- | ---------------------- | ------ | --------------------- | --- | --- |
|     | 3   | Nelson Davidjan (URS)  | 2 - 4  | László Réczi (HUN)    | 1   |     |
|     | 3   | Kazimierz Lipień (POL) | 6 - 10 | Nelson Davidjan (URS) | 1   | 4   |
| 3.5 | 0.5 | Kazimierz Lipień (POL) | 13 - 4 | László Réczi (HUN)    | 3.5 | 4.5 |

## Finálové pořadí
1. Kazimierz Lipień (POL)
2. Nelson Davidjan (URS)
3. László Réczi (HUN)
4. Teruhiko Mijahara (JPN)
5. Ion Păun (ROU)
6. Pekka Hjelt (FIN)
7. Stelios Mygiakis (GRE)
8. Stojan Lazarov (BUL)